# Episodi de Il cavaliere solitario (prima stagione)
La prima stagione della serie televisiva Il cavaliere solitario è andata in onda negli Stati Uniti dal 15 settembre 1949 al 7 settembre 1950 sulla ABC.
| nº | Titolo originale          | Prima TV USA      | Titolo italiano | Prima TV Italia |
| -- | ------------------------- | ----------------- | --------------- | --------------- |
| 1  | Enter the Lone Ranger     | 15 settembre 1949 |                 |                 |
| 2  | The Lone Ranger Fights On | 22 settembre 1949 |                 |                 |
| 3  | The Lone Ranger's Triumph | 29 settembre 1949 |                 |                 |
| 4  | The Legion of Old Timers  | 6 ottobre 1949    |                 |                 |
| 5  | Rustler's Hideout         | 13 ottobre 1949   |                 |                 |
| 6  | War Horse                 | 20 ottobre 1949   |                 |                 |
| 7  | Pete and Pedro            | 27 ottobre 1949   |                 |                 |
| 8  | The Renegades             | 3 novembre 1949   |                 |                 |
| 9  | The Tenderfeet            | 10 novembre 1949  |                 |                 |
| 10 | High Heels                | 17 novembre 1949  |                 |                 |
| 11 | Six Gun's Legacy          | 24 novembre 1949  |                 |                 |
| 12 | Return of the Convict     | 1º dicembre 1949  |                 |                 |
| 13 | Finders Keepers           | 8 dicembre 1949   |                 |                 |
| 14 | The Masked Rider          | 5 dicembre 1949   |                 |                 |
| 15 | Old Joe's Sister          | 22 dicembre 1949  |                 |                 |
| 16 | Cannonball McKay          | 29 dicembre 1949  |                 |                 |
| 17 | The Man Who Came Back     | 5 gennaio 1950    |                 |                 |
| 18 | Outlaw Town               | 12 gennaio 1950   |                 |                 |
| 19 | Greed for Gold            | 19 gennaio 1950   |                 |                 |
| 20 | Man of the House          | 26 gennaio 1950   |                 |                 |
| 21 | Barnaby Boggs, Esquire    | 2 febbraio 1950   |                 |                 |
| 22 | Sheep Thieves             | 9 febbraio 1950   |                 |                 |
| 23 | Jim Tyler's Past          | 16 febbraio 1950  |                 |                 |
| 24 | The Man with Two Faces    | 23 febbraio 1950  |                 |                 |
| 25 | Buried Treasure           | 2 marzo 1950      |                 |                 |
| 26 | Troubled Waters           | 9 marzo 1950      |                 |                 |
| 27 | Gold Train                | 16 marzo 1950     |                 |                 |
| 28 | Pay Dirt                  | 23 marzo 1950     |                 |                 |
| 29 | Billie the Great          | 30 marzo 1950     |                 |                 |
| 30 | Never Say Die             | 6 aprile 1950     |                 |                 |
| 31 | Gold Fever                | 13 aprile 1950    |                 |                 |
| 32 | Death Trap                | 20 aprile 1950    |                 |                 |
| 33 | Matter of Courage         | 27 aprile 1950    |                 |                 |
| 34 | Rifles and Renegades      | 4 maggio 1950     |                 |                 |
| 35 | Bullets for Ballots       | 11 maggio 1950    |                 |                 |
| 36 | The Black Hat             | 18 maggio 1950    |                 |                 |
| 37 | Devil's Pass              | 25 maggio 1950    |                 |                 |
| 38 | Spanish Gold              | 1º giugno 1950    |                 |                 |
| 39 | Damsels in Distress       | 8 giugno 1950     |                 |                 |
| 40 | Man Without a Gun         | 15 giugno 1950    |                 |                 |
| 41 | A Pardon for Curley       | 22 giugno 1950    |                 |                 |
| 42 | Eye for an Eye            | 29 giugno 1950    |                 |                 |
| 43 | Outlaw of the Plains      | 6 luglio 1950     |                 |                 |
| 44 | White Man's Magic         | 13 luglio 1950    |                 |                 |
| 45 | Trouble for Tonto         | 20 luglio 1950    |                 |                 |
| 46 | Sheriff at Gunstock       | 27 luglio 1950    |                 |                 |
| 47 | The Wrong Man             | 3 agosto 1950     |                 |                 |
| 48 | The Beeler Gang           | 10 agosto 1950    |                 |                 |
| 49 | The Star Witness          | 17 agosto 1950    |                 |                 |
| 50 | The Black Widow           | 24 agosto 1950    |                 |                 |
| 51 | The Whimsical Bandit      | 31 agosto 1950    |                 |                 |
| 52 | Double Jeopardy           | 7 settembre 1950  |                 |                 |

## Enter the Lone Ranger
- Diretto da:
- Scritto da:

### Trama
- Interpreti: Clayton Moore (John Reid / cavaliere solitario), Jay Silverheels (Tonto), Glenn Strange (Butch Cavendish), George J. Lewis (Collins), Tristram Coffin (capitano Dan Reid), Jack Clifford (Jerry, Henchman), Victor Cox (Ranger), Frank Fenton (Ranger Captain), Kansas Moehring (scagnozzo), Gerald Mohr (narratore , voce), Carl Sepulveda (scagnozzo Blackie)

## The Lone Ranger Fights On
- Diretto da:
- Scritto da:

### Trama
- Interpreti: Clayton Moore (John Reid / cavaliere solitario), Jay Silverheels (Tonto), Glenn Strange (Butch Cavendish), Walter Sande (sceriffo 'Two-Gun' Taylor), George Chesebro (Doc Drummond), Ralph Littlefield (Jim Blaine), George J. Lewis (Vince Collins), Jack Clifford (Jerry, Henchman), Gerald Mohr (narratore , voce)

## The Lone Ranger's Triumph
- Diretto da:
- Scritto da:

### Trama
- Interpreti: Clayton Moore (cavaliere solitario), Jay Silverheels (Tonto), Glenn Strange (Butch Cavendish), Walter Sande (sceriffo 'Two-Gun' Taylor), George Chesebro (Doc Drummond), Jack Clifford (scagnozzo), William Bailey (cittadino Jim), Victor Cox (scagnozzo), John Daheim (secondo Crooked Deputy), Al Ferguson (scagnozzo), Milton Kibbee (Gunsmith Jessup), Tex Lambert (scagnozzo Tex Lambert), Cactus Mack (Banker Keeler), Kansas Moehring (scagnozzo), Gerald Mohr (narratore , voce), Jack Montgomery (vice Red), Lee Roberts (vice Alex Creel), Sandy Sanders (membro a cavallo della posse), Carl Sepulveda (scagnozzo Shorty), Sailor Vincent (vice), Guy Wilkerson (vice Corey)

## The Legion of Old Timers
- Diretto da:
- Scritto da:

### Trama
- Interpreti: Clayton Moore (cavaliere solitario), Jay Silverheels (Tonto), Emmett Lynn (Banty Bishop), Norman Willis (Red Devers), DeForest Kelley (Bob Kittredge), Lane Bradford (Jake, capo degli scagnozzi), Sandy Sanders (scagnozzo Sandy), William Fawcett (Pete - Old-Timer in Tub), Gerald Mohr (narratore , voce), Hank Patterson (vecchio Timer Who Doesn't Know Own Strength), Tom Smith ( veterano), Sailor Vincent (Brawling Henchman)

## Rustler's Hideout
- Diretto da:
- Scritto da:

### Trama
- Interpreti: Clayton Moore (cavaliere solitario), Jay Silverheels (Tonto), Harry Lauter (Fred Vance), Joseph Crehan (Tom Patrick), Fred Kohler Jr. (Nolan, capo degli scagnozzi), Dickie Jones (Jim Patrick), Kay Morley (Mary Vance), Stanley Blystone (rancher with Pipe), Edmund Cobb (sceriffo Joe), Tex Cooper (membro a cavallo della posse), Frank Fenton (Look-out Outlaw), Gerald Mohr (narratore , voce), Sailor Vincent (scagnozzo Sam)

## War Horse
- Diretto da:
- Scritto da:

### Trama
- Interpreti: Clayton Moore (cavaliere solitario), Jay Silverheels (Tonto), Leonard Penn (Matt Madrigo), Jean De Briac (Baptiste Lezotte), John Merton (Leiutenant Bannister), Ed Cassidy (colonnello Graves), John L. Cason (Shorty, Henchman), Chief Yowlachie (capo Lame Bear), Gerald Mohr (narratore , voce), Emory Parnell (Barlum), Carl Sepulveda (scagnozzo), Sailor Vincent (cocchiere Beggs)

## Pete and Pedro
- Diretto da:
- Scritto da:

### Trama
- Interpreti: Clayton Moore (cavaliere solitario), Jay Silverheels (Tonto), Sheila Ryan (Ellen Carter), Rufe Davis (Pete Lacy), Don Diamond (Pedro Martinez), John Parrish (Jeff Grant), William F. Leicester (Bill Morgan), Fred Graham (Red, Lead henchman), Gerald Mohr (narratore , voce), Sandy Sanders (scagnozzo)

## The Renegades
- Diretto da:
- Scritto da:

### Trama
- Interpreti: Clayton Moore (cavaliere solitario), Jay Silverheels (Tonto), Gene Roth (sergente Bolan), Harry Harvey (Jim Lackey), Ralph Moody (capo Swift Eagle), Kenneth MacDonald (ispettore Williams), Michael Ross (tenente Murray), Wheaton Chambers (padre Batista), Lane Chandler (Flynn, wagoner), Gerald Mohr (narratore , voce), Chuck Roberson (scagnozzo at Cave)

## The Tenderfeet
- Diretto da:
- Scritto da:

### Trama
- Interpreti: Clayton Moore (cavaliere solitario), Jay Silverheels (Tonto), Ray Bennett (Hardrock Jones), Rand Brooks (Dick Larrabee), Hank Worden (Rusty Bates), Monte Blue (sceriffo), Ross Ford (Bob Larrabee), Gerald Mohr (narratore , voce)

## High Heels
- Diretto da:
- Scritto da:

### Trama
- Interpreti: Clayton Moore (cavaliere solitario), Jay Silverheels (Tonto), Carl von Schiller (rancher John St.Ives), John Berkes (Hank), Stanley Andrews (rancher Dave Engels), Michael Whalen (Monk Gow), Earle Hodgins (	negoziante), Eric Alden (scagnozzo), Roy Bucko (cittadino), Tex Driscoll (cittadino), Robert Kellard (lavoratore nel ranch Blackie), Gerald Mohr (narratore)

## Six Gun's Legacy
- Diretto da:
- Scritto da:

### Trama
- Interpreti: Clayton Moore (cavaliere solitario), Jay Silverheels (Tonto), James Hickman (Emmet White / Bob Walker), Don Haggerty (scagnozzo Curly Williams), Ian Wolfe (dottor Hiram Tucker), Hal Price (Banker Ezra Barr), Jimmie Dundee (Dan), Chuck Roberson (Joe, a Thug (credit only)), Gerald Mohr (narratore , voce), Sandy Sanders (Joe)

## Return of the Convict
- Diretto da:
- Scritto da:

### Trama
- Interpreti: Clayton Moore (cavaliere solitario), Jay Silverheels (Tonto), John Kellogg (John Ames), Robert Emmett Keane (Sim Sturgess), Steve Clark (sceriffo Bill Hoskins), John Daheim (Clay Gunder), George Lloyd (Joe, conducente della diligenza), Gerald Mohr (narratore), Chuck Roberson (Todd Gunder)

## Finders Keepers
- Diretto da:
- Scritto da:

### Trama
- Interpreti: Clayton Moore (cavaliere solitario), Jay Silverheels (Tonto), Carol Thurston (Beata), Arthur Franz (Nat Parker), Pedro de Cordoba (King Kelvin), Keith Richards (Vic Crowley), Francis McDonald (Wade Tanner), David Leonard (padre Paul), Gerald Mohr (narratore)

## The Masked Rider
- Diretto da:
- Scritto da:

### Trama
- Interpreti: Clayton Moore (cavaliere solitario), Jay Silverheels (Tonto), John Doucette (Dirk Nelson), Nan Leslie (Nancy Barton), Edwin Rand (sceriffo Jim Hawks), John Alvin (scagnozzo Sid), George Slocum (scagnozzo Wes), Nolan Leary (Sam Barton), Sailor Vincent (Luke, conducente della diligenza), Margarita Martín (Mrs. Gonzalez), Whitey Hughes (scagnozzo), Gerald Mohr (narratore , voce), Bill Ward (scagnozzo)

## Old Joe's Sister
- Diretto da:
- Scritto da:

### Trama
- Interpreti: Clayton Moore (cavaliere solitario), Jay Silverheels (Tonto), Anne O'Neal (Abigail Peters), Joel Friedkin ('Old Joe' Peters), Lester Sharpe (Biff Baker), Wade Crosby (Cactus Gleason), Clancy Cooper (sceriffo), Gerald Mohr (narratore , voce)

## Cannonball McKay
- Diretto da:
- Scritto da:

### Trama
- Interpreti: Clayton Moore (cavaliere solitario), Jay Silverheels (Tonto), Louise Lorimer ('Cannonball' McKay), Leonard Strong (Clem Jones), Charles Meredith (dottor Tate), Tristram Coffin (Marshal Hanley), Ralph Peters (scagnozzo Porky Wade), Mack Williams (Jim Collins, Station Agent), Fred Murray (scagnozzo Hash), Gerald Mohr (narratore , voce)

## The Man Who Came Back
- Diretto da:
- Scritto da:

### Trama
- Interpreti: Clayton Moore (cavaliere solitario), Jay Silverheels (Tonto), Martha Hyer (Molly Crawford), Emmett Lynn (Tom Peters), Robert Carson (Pinto Brown), Roy Gordon (Joe Crawford), Edgar Dearing (sceriffo of Silver Gulch), Eddie Dunn (Marshal), Gerald Mohr (narratore), Hugh Prosser (scagnozzo), Robert J. Wilke (scagnozzo)

## Outlaw Town
- Diretto da:
- Scritto da:

### Trama
- Interpreti: Clayton Moore (cavaliere solitario), Jay Silverheels (Tonto), John Eldredge (Jack Burke), Greta Granstedt (Edith Burke), Gene Reynolds (Jim Andrews), Marshall Bradford (sceriffo Wayne), Robert Kellard (vice), Gerald Mohr (narratore), Ken Terrell (constable), Bob Woodward (scagnozzo George)

## Greed for Gold
- Diretto da:
- Scritto da:

### Trama
- Interpreti: Clayton Moore (cavaliere solitario), Jay Silverheels (Tonto), Tudor Owen (Dusty Duncan), Kenne Duncan (Jeff Barnes), Margaret Field (Sally Weatherby), Lane Bradford (scagnozzo Slick), Duke York (scagnozzo Pete), Kermit Maynard (sceriffo Gilbert)

## Man of the House
- Diretto da:
- Scritto da:

### Trama
- Interpreti: Clayton Moore (cavaliere solitario), Jay Silverheels (Tonto), Stanley Farrar (Casper Dingle), Esther Somers (Maude Dingle), Dick Curtis (Spike Wade), Lane Chandler (Ranch hand Tex), William Tannen (scagnozzo Curly), John McGuire (scagnozzo Lem)

## Barnaby Boggs, Esquire
- Diretto da:
- Scritto da:

### Trama
- Interpreti: Clayton Moore (cavaliere solitario), Jay Silverheels (Tonto), Hal Price (Barnaby Boggs), Bill Kennedy (Red Kruger), Gene Roth (scagnozzo Jeb), Nelson Leigh (sceriffo Nabors), Holly Bane (scagnozzo Curly), Robert Kellard (Ace)

## Sheep Thieves
- Diretto da:
- Scritto da:

### Trama
- Interpreti: Clayton Moore (cavaliere solitario), Jay Silverheels (Tonto), Chuck Courtney (Dan Reid (Lone Ranger's nephew)), Jimmy Ogg (Carlos Medrano), Pedro de Cordoba (Jose Medrano), Russ Conway (Jack Brand, Foreman), John Daheim (scagnozzo Rick), Harry Cording (Frank Lucas), Eddie Acuff (sceriffo), Almira Sessions (Maria, Housekeeper), Bob Woodward (vice)

## Jim Tyler's Past
- Diretto da:
- Scritto da:

### Trama
- Interpreti: Clayton Moore (cavaliere solitario), Jay Silverheels (Tonto), Rand Brooks (Jim Wadsworth, alias Jim Tyler), Ray Bennett (sceriffo Hank Pettigrew), House Peters Jr. (Blackie Kane), Peter Mamakos (scagnozzo Luke Barrett), Boyd Stockman (scagnozzo Clint Barrett), Sailor Vincent (scagnozzo Vince Barrett)

## The Man with Two Faces
- Diretto da:
- Scritto da:

### Trama
- Interpreti: Clayton Moore (cavaliere solitario), Jay Silverheels (Tonto), Earle Hodgins (professore Hannibal Lee), Mira McKinney (Jessie Lee), Stanley Andrews (Josh Blaine), Chris Drake (Fred Bowen), Steven Clark (Bob Lacey)

## Buried Treasure
- Diretto da:
- Scritto da:

### Trama
- Interpreti: Clayton Moore (cavaliere solitario), Jay Silverheels (Tonto), William Challee (Flint Foster), David Bruce (Roy Foster), Gail Davis (Edie Foster), William Gould (sceriffo Barnes), Robert Kellard (guardia carceraria), Wade Crosby (uomo Breaking Jail, filmati d'archivio), Myron Healey (rapinatore di banche, filmati d'archivio), Dickie Jones (Captured Outlaw, filmati d'archivio), Jack Montgomery (uomo in Jail, filmati d'archivio), Sandy Sanders (uomo Jailing Outlaw, filmati d'archivio)

## Troubled Waters
- Diretto da:
- Scritto da:

### Trama
- Interpreti: Clayton Moore (cavaliere solitario), Jay Silverheels (Tonto), Eula Morgan (Emmy Bryson), Harry Lauter (Dave Tucker), Richard Alexander (Jed), Luther Crockett (sceriffo), Byron Foulger (Banker Rufe Barton)

## Gold Train
- Diretto da:
- Scritto da:

### Trama
- Interpreti: Clayton Moore (cavaliere solitario), Jay Silverheels (Tonto), Frank Fenton (The Dude), John L. Cason (scagnozzo Rawhide), Billy Bletcher ('Horseface' Jackson), DeForest Kelley (sceriffo Buck McCall), Erville Alderson (Station Agent Judkins), Robert Kellard (scagnozzo Hank), Bob Woodward (scagnozzo Bart), Hank Patterson (Relay Station Attendant Calico)

## Pay Dirt
- Diretto da:
- Scritto da:

### Trama
- Interpreti: Clayton Moore (cavaliere solitario), Jay Silverheels (Tonto), Emmett Lynn (Ed Dudley), Walter Sande (Tom McHenry), Martin Milner (Dick McHenry), Zon Murray (Zack Carter), George J. Lewis (Sam Hovey), George Lynn (Charley Wafford, assayer)

## Billie the Great
- Diretto da:
- Scritto da:

### Trama
- Interpreti: Clayton Moore (cavaliere solitario), Jay Silverheels (Tonto), Minerva Urecal (Billie Bannion), James Flavin (Sam Kirk, bearded villain), Matt McHugh (Joe Dawson), Ward Blackburn (Lew Slade), Steve Clark (Rufe Watson), George Meader (Hank, Customer), Bob Woodward (Express Agent Jason)

## Never Say Die
- Diretto da:
- Scritto da:

### Trama
- Interpreti: Clayton Moore (cavaliere solitario), Jay Silverheels (Tonto), Joseph Crehan (Warden Sears), Ray Teal (scagnozzo Dooley), Glenn Strange (Butch Cavendish), Cecil Spooner (Effie Newton), Marjorie Eaton (Essie Newton), Lee Phelps (guardia Hanley), David Holt (Johnny Sears), Harry Hines (vecchio Timer on Trail)

## Gold Fever
- Diretto da:
- Scritto da:

### Trama
- Interpreti: Clayton Moore (cavaliere solitario), Jay Silverheels (Tonto), Francis Ford (Sam Dingle), John Doucette (Ox Martin), Leonard Strong (Pinky Nugent), Elaine Riley (Peggy Dingle), Harold Goodwin (sceriffo), John Butler (John, claims Agent), George Lloyd (conducente della diligenza), Lee Roberts (Messenger), Bob Woodward (scagnozzo)

## Death Trap
- Diretto da:
- Scritto da:

### Trama
- Interpreti: Clayton Moore (cavaliere solitario), Jay Silverheels (Tonto), Lucien Littlefield (zio Taffy), Lee Shumway (Marshal Yates), James Griffith (Rex Craig), Kenne Duncan (vice Joe Parker), Jeff York (Knife Norton), Steven Clark (Jimmy Parker), Kit Guard (scagnozzo), Bob Woodward (cittadino in White Hat)

## Matter of Courage
- Diretto da:
- Scritto da:

### Trama
- Interpreti: Clayton Moore (cavaliere solitario), Jay Silverheels (Tonto), Don Haggerty (Dimple Henshaw), Dick Curtis (Soapy Farrell), James Arness (vice Bud Titus), Juan Duval (Tony the Barber), Raymond Largay (Martin Simpson, Banker), Edmund Cobb (sceriffo Jim)

## Rifles and Renegades
- Diretto da:
- Scritto da:

### Trama
- Interpreti: Clayton Moore (cavaliere solitario), Jay Silverheels (Tonto), Robert Kent (Lieut. 'Skip' Haines), Gene Roth (maggiore Pollard), I. Stanford Jolley (Asa Jones), Robert Bice (capo Gray Hawk), John Hart (sergente of the Guard), Frank Marlowe (sergente Murphy), Bill Ward (soldato Johnson), Rus Conklin (Brave)

## Bullets for Ballots
- Diretto da:
- Scritto da:

### Trama
- Interpreti: Clayton Moore (cavaliere solitario), Jay Silverheels (Tonto), Craig Stevens (Robert McQueen), Marjorie Lord (Kitty McQueen), Frederic Tozere (Jed Wesson), John Alvin (editore Scotty Dixon), Frank Jaquet (Leander Knox), Ward Blackburn (Frank Farrow), Holly Bane (Pike Lane), Phil Tead (Peters)

## The Black Hat
- Diretto da:
- Scritto da:

### Trama
- Interpreti: Clayton Moore (cavaliere solitario), Jay Silverheels (Tonto), John Eldredge (Rocky Carson), George Pembroke (John Smithers M.D.), Jeff York (Beasley, phoney deacon), Ed Hinton (Flint, phoney deacon), William Ruhl (sceriffo Healey)

## Devil's Pass
- Diretto da:
- Scritto da:

### Trama
- Interpreti: Clayton Moore (cavaliere solitario), Jay Silverheels (Tonto), Jim Bannon (Red Randall), Gene Evans (Beef Corson), Marshall Bradford (sceriffo Brice), Jimmy Lloyd (Lefty Hayes), Ed Dooley (	negoziante Jim Blair)

## Spanish Gold
- Diretto da:
- Scritto da:

### Trama
- Interpreti: Clayton Moore (cavaliere solitario), Jay Silverheels (Tonto), Ross Ford (Danny York), Gail Davis (Nora Spencer), Bruce Hamilton (James P. Hague), Kenneth Tobey (vice Gil Jackson), Steve Clark (Tug Spencer)

## Damsels in Distress
- Diretto da:
- Scritto da:

### Trama
- Interpreti: Clayton Moore (cavaliere solitario), Jay Silverheels (Tonto), John Banner (barone Paul Von Bader), Tom Tyler (Jeff Garth), Phil Tead (Sam Dexter), Phyllis Kennedy (Miss Prynne), Peggy McIntyre (Peg Dexter), Gloria Winters (Bonnie Dexter), Lee Tung Foo (Wong, houseboy), Bob Woodward (conducente della diligenza)

## Man Without a Gun
- Diretto da:
- Scritto da:

### Trama
- Interpreti: Clayton Moore (cavaliere solitario), Jay Silverheels (Tonto), Dickie Jones (Jim Douglas), James Harrison (Tom Gorham), House Peters Jr. (scagnozzo Slack), Eddie Dunn (Henry Douglas), Ralph Moody (capo Red Hawk), Robert Kellard (lo sceriffo)

## A Pardon for Curley
- Diretto da:
- Scritto da:

### Trama
- Interpreti: Clayton Moore (cavaliere solitario), Jay Silverheels (Tonto), Douglas Kennedy (Curley Bates), Marion Martin (Belle Farnol), Stephen Chase (Sam Farnol), Harry Harvey (il sindaco), Paul Hogan (scagnozzo Slim), John Cliff (scagnozzo Tonopah Ed), Richard Alexander (scagnozzo Hogjaw Mullins), Earle Hodgins (Undertaker (credit only)), Carl Sepulveda (cittadino Duke)

## Eye for an Eye
- Diretto da:
- Scritto da:

### Trama
- Interpreti: Clayton Moore (cavaliere solitario), Jay Silverheels (Tonto), I. Stanford Jolley (Stark Durfee), Dorothy Neumann (Zia Addie Standish), Sue England (Ruth Standish), John Daheim (Blue Wilson), John L. Cason (Tug Kennedy), Chris-Pin Martin (Jose Morenga), David McMahon (Clay Durfee), Steve Clark (The Warden), Carl Sepulveda (conducente della diligenza)

## Outlaw of the Plains
- Diretto da:
- Scritto da:

### Trama
- Interpreti: Clayton Moore (cavaliere solitario), Jay Silverheels (Tonto), Jack Lee (sceriffo Lem Shattuck), Jay Morley (Clem), Bernie Marcus (Sam), Stanley Blystone (Ray, 1st cattleman), Ed Cassidy (George, 2d cattleman), Bert Arnold (scagnozzo Joe), Steve Dunhill (scagnozzo Bill)

## White Man's Magic
- Diretto da:
- Scritto da:

### Trama
- Interpreti: Clayton Moore (cavaliere solitario), Jay Silverheels (Tonto), Jane Frazee (Antonette 'Toni' Carver), Lane Bradford (sergente Pala), Bill Kennedy (Ira Boles), Ralph Moody (capo White Eagle), Pierre Watkin (colonnello Stacy), Charles Stevens (Red Moon), Bill Ward (Standing Tree)

## Trouble for Tonto
- Diretto da:
- Scritto da:

### Trama
- Interpreti: Clayton Moore (cavaliere solitario), Jay Silverheels (Tonto), Robert Arthur (Terry Baxter), Lyle Talbot (Wayne Baxter), Gene Roth (Buck Fargo), Byron Foulger (Thad Kendall), Bill Ward (Glenn Baxter), Jimmie Dundee (Finch Curston), Rus Conklin (Black Eagle)

## Sheriff at Gunstock
- Diretto da:
- Scritto da:

### Trama
- Interpreti: Clayton Moore (cavaliere solitario), Jay Silverheels (Tonto), Walter Sande (sceriffo Jim Bennett), John Doucette (Rocky Hanford), Mira McKinney (Sarah Miggs), Tom Irish (Jack Bennett), John Hart (scagnozzo Duke), Sailor Vincent (scagnozzo Rod Turner), Jack Kenny (Grizzly, Bearded Henchman)

## The Wrong Man
- Diretto da:
- Scritto da:

### Trama
- Interpreti: Clayton Moore (cavaliere solitario), Jay Silverheels (Tonto), Don Beddoe (Jess Latham), Paul Maxey (sceriffo Barnes), Glen Vernon (Ted Latham), Nan Leslie (Alicia Scoville), Richard Crane (John Meredith), Almira Sessions (Lettie, Housekeeper), Ted Adams (Burbridge), Walter Shumway (cittadino), Bill Ward (Lawson)

## The Beeler Gang
- Diretto da:
- Scritto da:

### Trama
- Interpreti: Clayton Moore (cavaliere solitario), Jay Silverheels (Tonto), Robert Rockwell (sceriffo Bert Lawson), Beverly Garland (Laura Lawson), Hugh Prosser (Stan Beeler), B.G. Norman (Tommy Lawson), William Haade (Joe Ward, Lead henchman), George Slocum (Lefty, fat blond henchman), Fred Graham (Pete, husky dark henchman), Ralph Peters (	negoziante), Tim Graham (Cafe Manager)

## The Star Witness
- Diretto da:
- Scritto da:

### Trama
- Interpreti: Clayton Moore (cavaliere solitario), Jay Silverheels (Tonto), Ray Bennett (Dave), Gene Evans (scagnozzo Nat), Michael Chapin (Johnnie Williams), Henry Rowland (Sam Williams), Charles Watts (sceriffo Jim Hollister), Clarence Straight (vice Bud), Sarah Padden (nonna Williams), William Vedder (vecchio Pete Bailey), Roy Butler (giocatore di poker), Robert Kellard (Reports Murder)

## The Black Widow
- Diretto da:
- Scritto da:

### Trama
- Interpreti: Clayton Moore (cavaliere solitario), Jay Silverheels (Tonto), John Alvin (Silky Carter), George Pembroke ('Doc' Hagen), Holly Bane (scagnozzo), Peter Mamakos (scagnozzo Matt), Michael Whalen (Marshal Vic Mason), Lane Chandler (sceriffo of Kingston), Tony Roux (Pedro)

## The Whimsical Bandit
- Diretto da:
- Scritto da:

### Trama
- Interpreti: Clayton Moore (cavaliere solitario), Jay Silverheels (Tonto), Nestor Paiva (Juan Branco), Sheila Ryan (Maude Carver), Norman Willis (scagnozzo Blackie), John Cliff (scagnozzo Ralph), Chuck Courtney (Dan Reid (Lone Ranger's nephew)), William Ruhl (sceriffo), Bud Osborne (conducente della diligenza), Wally West (membro della banda)

## Double Jeopardy
- Diretto da:
- Scritto da:

### Trama
- Interpreti: Clayton Moore (cavaliere solitario), Jay Silverheels (Tonto), Marin Sais (Ma Hinshaw), Ric Roman (Clyde Hinshaw), Riley Hill (Rufe Hinshaw), Buster Slaven (Ira Hinshaw), James Kirkwood (giudice Henry Brady), Christine Larsen (Molly Brady), Jack Ingram (sceriffo Collins), Douglas Wood (cittadino Ed), Robert Kellard (vice Jim)